# Robert Taylor Cole
Robert Taylor Cole (* 3. September 1905 in Bald Prairie, Texas; † 5. Mai 1991) war ein US-amerikanischer Politikwissenschaftler, der 1958/59 als Präsident der American Political Science Association (APSA) amtierte. Zu diesem Zeitpunkt war er Professor an der Duke University.
Cole schloss 1925 an der University of Texas at Austin sein Bachelor-Studium ab und machte dort 1927 das Master-Examen. Es folgten 1933/34 Studien als Stipendiat der Germanistic Society of America an den deutschen Universitäten in München und Heidelberg. 1936 wurde Cole an der Harvard University zum Ph.D. promoviert. Danach war er, zuletzt als Assistant Professor an der Louisiana State University und der Harvard University. Seit 1937 lehrte er als Professor an der Duke University. 
1965 wurde Cole in die American Academy of Arts and Sciences gewählt.

## Schriften (Auswahl)
- European political systems. Knopf, New York 1953.
- The recognition policy of the United States since 1901. Department of Government, Louisiana State University, Baton Rouge 1928.